# Sátorkőpusztai-barlang
A Sátorkőpusztai-barlang Magyarország fokozottan védett barlangjai közül az egyik. A Duna–Ipoly Nemzeti Park területén lévő Pilis hegységben, Esztergom-Kertvárosban, a Nagy-Strázsa-hegyen található. A 253 méter, egyes források szerint 273 méter tengerszint feletti magasságban nyíló barlangot a második világháborút követő évtizedekben nyitották meg a nagyközönség számára, és akkor kezdték meg tudományos feldolgozását is.

## Leírás
A 354 m hosszú Sátorkőpusztai-barlangot – képződményei révén – a termálkarsztosodásnak, azaz a meleg vizes barlangképződésnek mintapéldájaként (prototípusaként) tartjuk számon. Az 1946-os „hivatalos” felfedezését követően számos, korábban vitatott kérdés dőlt el a hévizes barlangok keletkezésével és fejlődésével kapcsolatban, azonban a tudósoknak még ma is jó néhány kérdésre kell megtalálniuk a választ, és ez nem egyszerű feladat. A kutatók szerint a barlang keletkezése a harmadkorra vezethető vissza, amikor a hegyvidék mai arculatát létrehozó töréses hegyszerkezet kialakult. E töréses szerkezet tette lehetővé a hévizek feláramlását, és végeredményben a barlang létrejöttét. A korszerű vizsgálatok alapján úgy tűnik, hogy elvethető az az elmélet, miszerint a Sátorkőpusztai-barlangot kialakító hévizek, vulkáni utóműködés termékei. Erre ugyanis a nincs bizonyíték, és az óriási időtávlatok (10-15 millió év) is kétségessé teszik ezt a fajta magyarázatot.
A barlangüreget magában foglaló kőzet triász időszaki, mintegy 225 millió éves üledékes dachsteini mészkő. Ebben a kőzetben a tektonikus repedések mentén feláramló meleg vizes, többnyire kénsavas oldatok jelentékeny oldómunkát végeztek és igen különleges képződményekkel díszítették az üreget. A kalcit, aragonit (CaCO3)- és gipszkristályok (CaSO4) változatos – jellemzően hártya, kéreg, tű és oszlop – formákban borítják a barlang falait a talajtól a mennyezetig. A szinte szabályos gömb alakú termecskék, a gömbfülkék mesterséges beavatkozások nyomainak tűnhetnek. Ezek keletkezését újabban a vízgőz kondenzációs oldásának tulajdonítják.
A barlang képződményei javarészt a meleg vízzel megtelt járatokban keletkeztek több százezer év leforgása alatt. Az amerikai Arthur Palmer professzor 2001-ben tett látogatásakor a párakondenzáció üregképző hatását is jelentősnek értelmezte. A sátorkőpusztai gömbüstök vizsgálatával ebben az évben az ausztrál Armstrong Osborne is foglalkozott, aki a jelentősebb képződményeket külön-külön is felmérte. A legnagyobb fülke a barlang középszintjén található, az átmérője négy méter. A levegő hőmérséklete az alsóbb szakaszokban, természetes körülmények között, állandóan 13,1 °C, a felsőbb, bejárati zónában évszakfüggő. A barlangban a relatív páratartalom 95-98%-os.
Előfordul a barlang az irodalmában Esztergom Őrhegyi Kristálybarlang (Kordos 1984), Esztergom-Őrhegyi Kristálybarlang (Bertalan 1976), Sátorkő-barlang (Szegő 1948), Sátorkői barlang (Szegő 1948), Sátorkőpuszta Cave (Kordos 1977), Sátorkő-puszta Cave (Takácsné, Eszterhás, Juhász, Kraus 1989), Sátorkő-pusztai-barlang (Kordos 1977), Sátorkőpusztai barlang (Bertalan 1976), Strázsahegyi-alsóbarlang (Bertalan 1976) és Strázsahegyi alsóbarlang (Kordos 1984) neveken is.

## Látogatás a barlangban

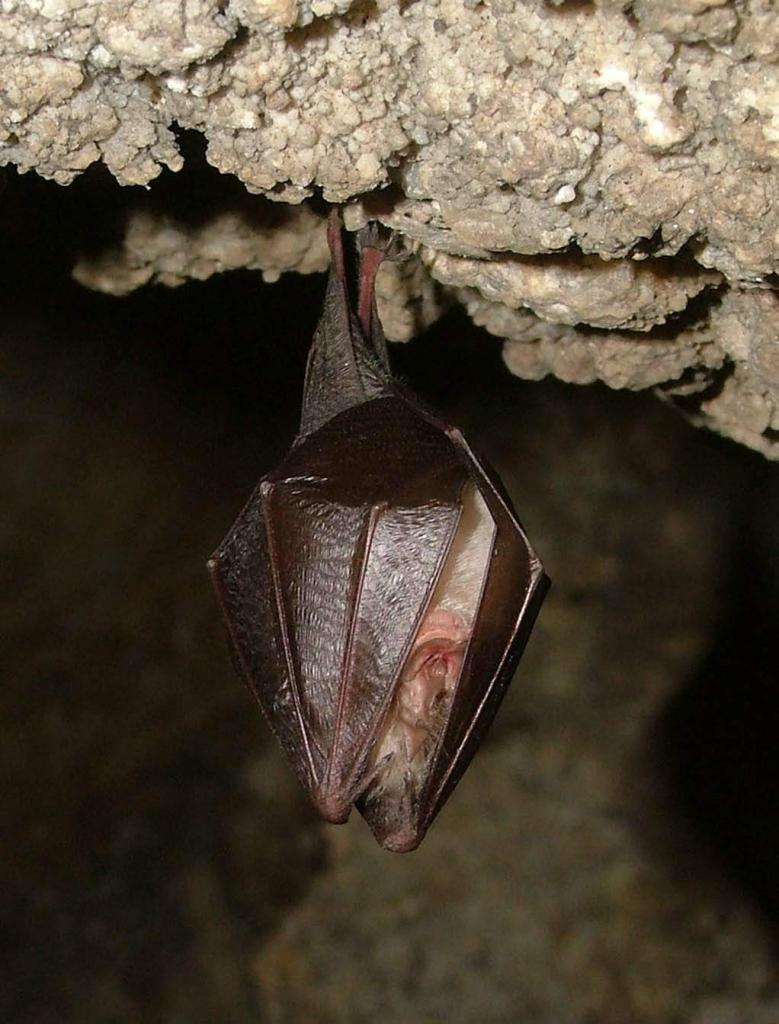
Patkósdenevér a Sátorkőpusztai-barlangban

A Sátorkőpusztai-barlang 1993-tól látogatható, ma Komárom-Esztergom vármegye egyetlen, nagyközönség számára is látogatható barlangja. Gondozója és üzemeltetője az 1989-ben megalakult Benedek Endre Barlangkutató és Természetvédelmi Egyesület (BEBTE). A szervezet célkitűzései között szerepel a tájvédelmi feladatok ellátása mellett, hogy a barlangot minden érdeklődő számára bemutathatóvá tegye. A barlang megtekintésére márciustól novemberig havi egy alkalommal van lehetőség az egyesület honlapján közzétett időpontokban és feltételekkel. A látogatás előzetes regisztrációhoz kötött.

## Élővilág
A barlang jó néhány élőlénynek szolgál állandó és időszakos lakhelyéül. A barlangkedvelő (troglophil) fajok közül a kis patkósdenevér is meghúzódik itt, egyedszámát húszra becsülik. 2004-ben a kereknyergű patkósdenevér is megjelent. Előszeretettel keresi fel a barlangot az erdei pele is. 2003 telén a barlangászokat is meglepte, amikor 40 m mélységben, az agyagos törmelékbe bújva találtak téli álmot alvó példányt. A barlang felső szakaszában számos rovar, többek között szúnyogok, legyek és pókok telelnek át.

## Kutatástörténet
A német hadsereg ellenőrzése alatt tevékenykedő kőbányászok 1944-ben bukkantak a sziklafalban robbantások hatására megnyíló repedésre, de ennek akkor szerencsére nem tulajdonítottak különösebb jelentőséget. Felfedezői, a dorogi Várhidi Károly és Várhidi Rezső, valamint a társaik két évvel később jutottak be a később barlangként feltárt kiterjedt üreghálózatba.
A Sátorkőpusztai-barlangban az első hivatalos terepszemlét a Magyar Állami Földtani Intézet megbízásából Jakucs László, Venkovits István és Nickl Matild tartotta, igaz ekkorra már a dorogi fiatalok is bejárták a barlang nagy részét. Jakucs László és Venkovits István jóvoltából 1946-ban elkészült a barlang térképe és így az már országosan jegyzett barlanggá vált. Az akkori felmérési adatok szerint a barlang 286 m hosszú és 46 m mély. A hagyományos barlangtérkép-készítés szerint csak kusza vonalakkal ábrázolható járatokat Jakucs László 1946-ban térbeli, méretarányosan kicsinyített gipszmodellel szemléltette.

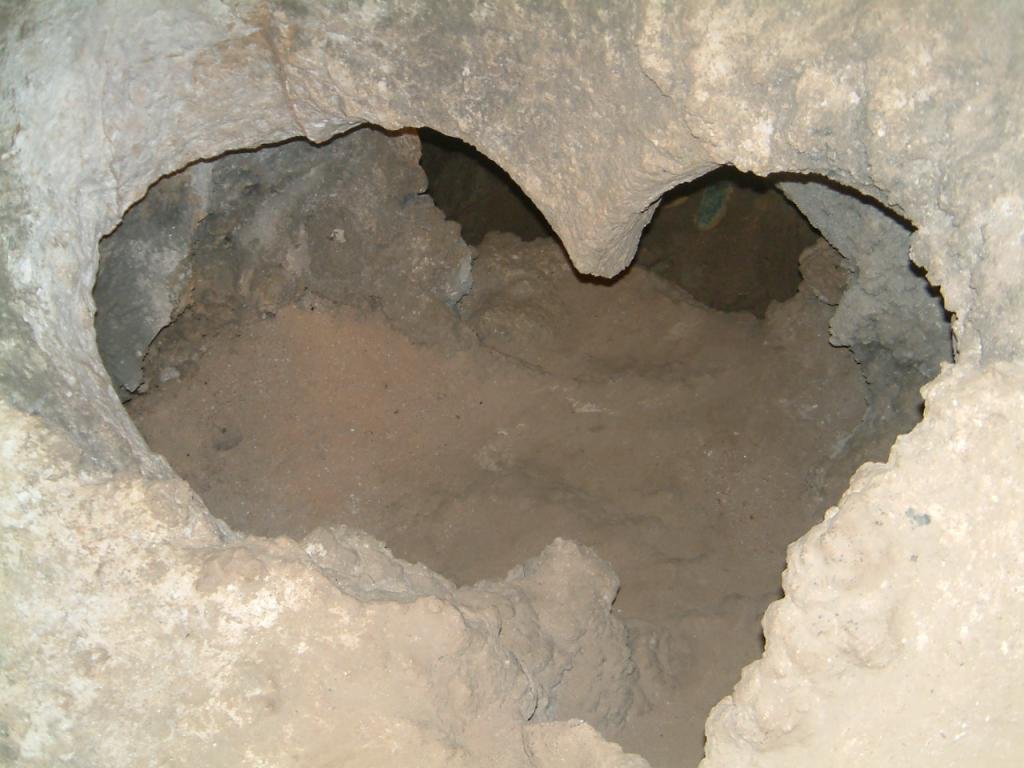
A barlang szíve a Sátorkőpusztai-barlangban

Az 1948-ban kiadott, Szegő István által írt útikönyvben szó van arról, hogy Dorog közelében található egy természeti kincs, amely különös szépségű. Ez a Sátorkői barlang. A barlang Sátorkőpuszta felett mélyed a Strázsa-hegy gyomrába. A tüneményesen szép barlangot alig két évvel ezelőtt a dorogi természetbarátok találták meg. A barlangkutatót a vállalkozó szellemű turisták barlanglámpáinak fényében elkápráztatja a hófehér aragonit, gipsz és tündöklő lublinit kristályainak és oszlopainak ragyogása az üreg belsejében. Remélhetően nemsokára lehetővé válik, hogy a barlang szóval alig kifejezhető szépségeiben rengeteg kiránduló gyönyörködhessen. A Sátorkő-tetőben van a nagyszerű Sátorkő-barlang bejárata. A kiadványban publikálva lett két olyan fekete-fehér fénykép, amelyek bemutatják a barlangot. Az első fényképen a barlang egyik aragonitkristálya látható (fénykép: Venkovits István), a második fényképen pedig a barlang egyik része figyelhető meg (fénykép: Athenaeum képszolgálat, Dr. Bertalan).
Az 1974-ben megjelent, Pilis útikalauz című könyvben, a Pilis hegység és a Visegrádi-hegység barlangjainak jegyzékében (19–20. old.) meg van említve, hogy a Pilis hegység és a Visegrádi-hegység barlangjai között van a Sátorkőpusztai-barlang. A Pilis hegység barlangjait leíró rész szerint a Strázsa-hegy mélyén páratlan szépségű, hévizes kialakulású barlangok vannak. 1945 után nem sokkal lett felfedezve a kőfejtő oldalában található Sátorkőpusztai-barlang.
Benedek Endre csoportjának az egyik legfigyelemreméltóbb eredménye a Kadić-szakasz megtalálása volt 1976-ban. A Sátorkőpusztai-barlang nagytermének, a mai Benedek Endre-teremnek az addig ismert legalsó pontjától (Forrás) egy mélyebbre vezető barlangrészt fedeztek fel. Sajnos ez a barlangrész csak kevesek számára mutatta meg magát. Három évvel később egy kisebb omlás vetette vissza a munkálatokat. Ezt még kijavították, az aknát újraácsolták. Egy évvel később viszont a képlékeny, vizes agyag újból megcsúszott és ez már annyira összenyomta az ácsolatot, hogy egyúttal a további tevékenység is ellehetetlenült. 1976-ban vált országos jelentőségű barlanggá a 4800-as (Pilis hegység) barlangkataszteri területen lévő, esztergomtábori Sátorkő-pusztai-barlang.

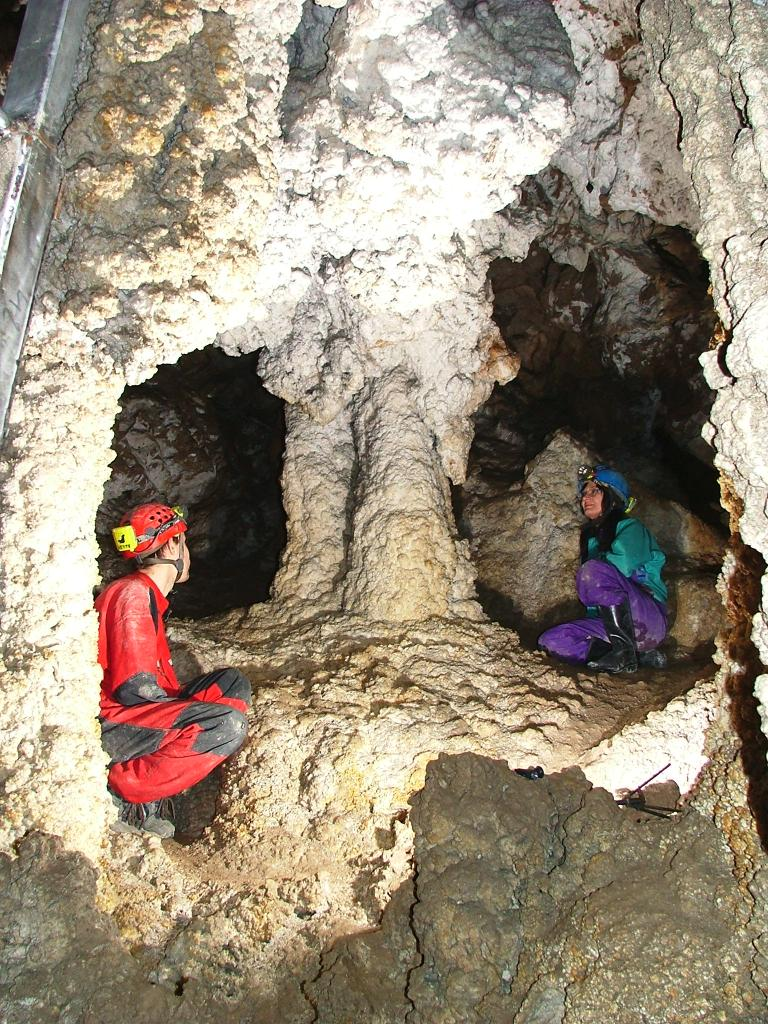
Sátorkőpusztai-barlang, Oszlopcsarnok

Az 1976-ban befejezett, Magyarország barlangleltára című kéziratban az olvasható, hogy a Pilis hegységben, a Pilis-vonulatban, Esztergomban elhelyezkedő Sátorkőpusztai barlang további nevei Strázsahegyi-alsóbarlang és Esztergom-Őrhegyi Kristálybarlang. Az Öreg-Strázsa-hegy (Nagy-Strázsa-hegy) DK-i végében lévő kőfejtőben, sziklafal tövében, 267 m tszf. magasságban van a vasajtóval lezárt bejárata. A barlang kb. 350 m hosszú és 49 m mély. Törésvonalak mentén keletkezett, több szintes, hévizes barlang, amelyben gömbfülkék találhatók. Aragonit, gipsz, lublinit, barit, telérkalcit és dolomitkéreg látható benne. Az 1976-ban összeállított, országos jelentőségű barlangok listájában lévő barlangnevek pontosítása után, 1977. május 30-án összeállított, országos jelentőségű barlangok listáján rajta van a Pilis hegységben, Esztergomon található barlang Sátorkőpusztai-barlang néven.
Az 1977. évi Karszt és Barlang angol nyelvű különszámában megjelent, The longest and deepest caves of Hungary (December 31, 1975) című közleményből megtudható, hogy a Pilis hegységben fekvő, 350 m hosszú Sátorkőpuszta Cave 1975. december 31-én Magyarország 37. leghosszabb barlangja. A 34. leghosszabb barlang (Kő-lyuk), a 35. leghosszabb barlang (Szent István-barlang) és a 36. leghosszabb barlang (Legény-barlang) szintén 350 m hosszú. Az 1977. december 31-i állapot szerint (MKBT Meghívó 1978. május) a Pilis hegységben lévő és kb. 350 m hosszú Sátorkő-pusztai-barlang az ország 39. leghosszabb barlangja. Az 1977. évi Karszt és Barlangban megjelent összeállítás alapján, 1977. december 31-én Magyarország 42. leghosszabb barlangja a Pilis hegységben elhelyezkedő, 1977. december 31-én, 1976-ban és 1975-ben kb. 350 m hosszú Sátorkő-pusztai-barlang. A 39. leghosszabb barlang (Kő-lyuk), a 40. leghosszabb barlang (Szent István-barlang) és a 41. leghosszabb barlang (Legény-barlang) szintén kb. 350 m hosszú. Ez az összeállítás naprakészebb az 1978. májusi MKBT Meghívóban publikált listánál.
Az 1980. évi Karszt és Barlang 1. félévi számában publikálva lett, hogy a kiemelt jelentőségű Sátorkőpusztai-barlang a 4800-as barlangkataszteri területen (Pilis hegység) helyezkedik el. A barlangnak 4851/1. a barlangkataszteri száma. Az MKBT Dokumentációs Bizottsága a helyszínen el fogja helyezni, a többi kiemelt jelentőségű barlanghoz hasonlóan, a barlang fémlapba ütött barlangkataszteri számát. A barlangkataszteri szám beütéséhez alapul szolgáló fémlap ugyanolyan lesz mint a többi kiemelt jelentőségű barlang fémlapja.

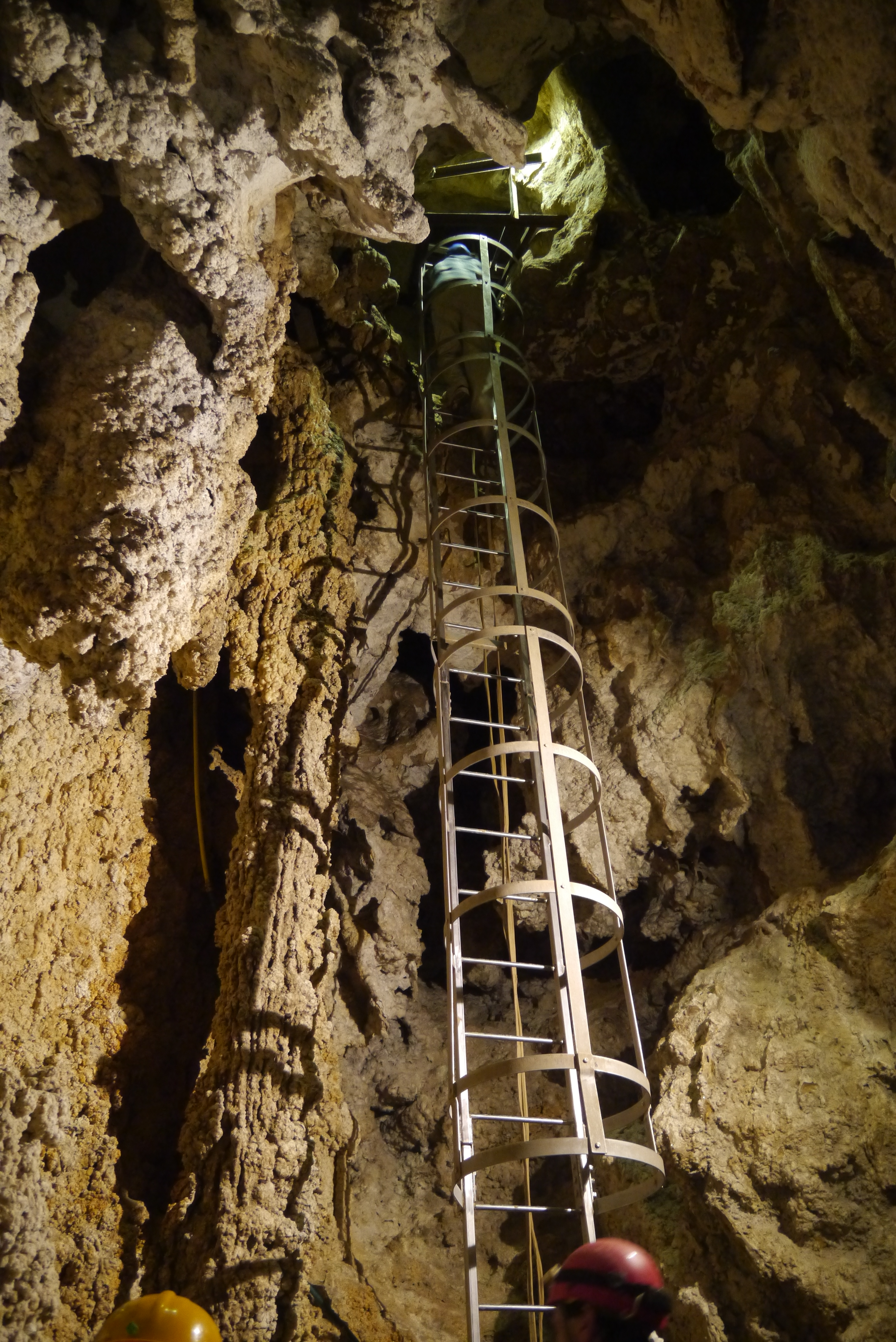
A Sátorkőpusztai-barlangban lévő nagy létra

1982-ben a Dorogi József Attila Művelődési Központ Kadić Ottokár Barlangkutató Szakosztályának volt kutatási engedélye a barlang kutatásához. 1982. július 1-től az Országos Környezet- és Természetvédelmi Hivatal elnökének 1/1982. (III. 15.) OKTH számú rendelkezése (1. §. és 3. §., illetve 5. sz. melléklet) értelmében a Pilis hegységben lévő Sátorkőpusztai-barlang fokozottan védett barlang. Az 1982. szeptember–októberi MKBT Műsorfüzetben meg van említve, hogy a Pilis hegységben található Sátorkő-pusztai-barlang fokozottan védett barlang. A felsorolásban a barlangnevek az MKBT által jóváhagyott és használt helyesírás szerint, javított formában lettek közölve.
Az 1984-ben kiadott, Magyarország barlangjai című könyvben részletesen le van írva. A kb. 100 barlangot tartalmazó Pilis hegység legismertebb barlangjai a Sátorkőpusztai-barlang, a Legény-barlang, a Leány-barlang, vagy éppen a Kis-kevélyi-barlang. A könyv országos barlanglistájában szerepel a Pilis hegység barlangjai között a barlang Sátorkő-pusztai-barlang néven Esztergom Őrhegyi Kristálybarlang, Strázsahegyi alsóbarlang névváltozatokkal. A listához kapcsolódóan látható a Dunazug-hegység barlangjainak földrajzi elhelyezkedését bemutató 1:500 000-es méretarányú térképen a barlang földrajzi elhelyezkedése.
Az 1986. évi Karszt és Barlangban megjelent bibliográfia regionális bibliográfia részében szerepel a barlang Sátorkőpusztai-barlang néven. Az összeállítás szerint a Karszt és Barlangban publikált írások közül 2 foglalkozik a barlanggal. Az 1987. december 31-i állapot alapján Magyarország 49. leghosszabb barlangja a 4851/1 barlangkataszteri számú, kb. 350 m hosszú Sátorkő-pusztai-barlang. Az 50. leghosszabb barlang (Vár-tetői-barlang) szintén kb. 350 m hosszú. Az összeállítás szerint az 1977. évi Karszt és Barlangban közölt hosszúsági listában a Sátorkőpusztai-barlang kb. 350 m hosszú.
Az 1989. évi Karszt és Barlangban lévő, Magyarország barlangjai című összeállításban szó van arról, hogy a Pilis hegység legnevezetesebb barlangja a kőfejtés során, 1946-ban felfedezett Sátorkőpusztai-barlang. Dorog szélén van a barlang bejárata. A barlang a tisztán melegvizes kioldódású üregek alaptípusaként van nyilvántartva. A kb. 350 m hosszú barlangot gyöngysorszerűen összefűződő gömbfülkék bizarr, térbeli láncolata képezi. A barlangban járva úgy érzi a látogató, mintha egy hatalmas szőlőfürt belsejében járna. Falait felfedezésekor gazdagon borították borsókőkiválások, tűs aragonitkristály csoportok és (leginkább alsó nagy termét) vastag gipszbevonatok. Az ismétlődő barlangfeltörések miatt a barlangot majdnem teljesen kifosztották napjainkra.
A tanulmányba bekerült a barlang Juhász Márton által készített hosszmetszet térképe (6. ábra). A publikációban lévő 1. ábrán (Magyarország térkép) be van mutatva a barlang földrajzi elhelyezkedése. A folyóirat 1989. évi különszámában napvilágot látott ennek az utóbbi tanulmánynak az angol nyelvű változata (The caves of Hungary). Ebben a tanulmányban Sátorkő-puszta Cave a barlang neve. Az angol nyelvű tanulmányhoz mellékelve megjelent egy olyan lista, amelyben Magyarország leghosszabb barlangjai vannak felsorolva. A felsorolás szerint a Pilis hegységben fekvő, 350 m hosszú Sátorkőpusztai-barlang (Sátorkő-puszta Cave) 1988-ban Magyarország 50. leghosszabb barlangja. (1977-ben is 350 m hosszú volt a barlang.)

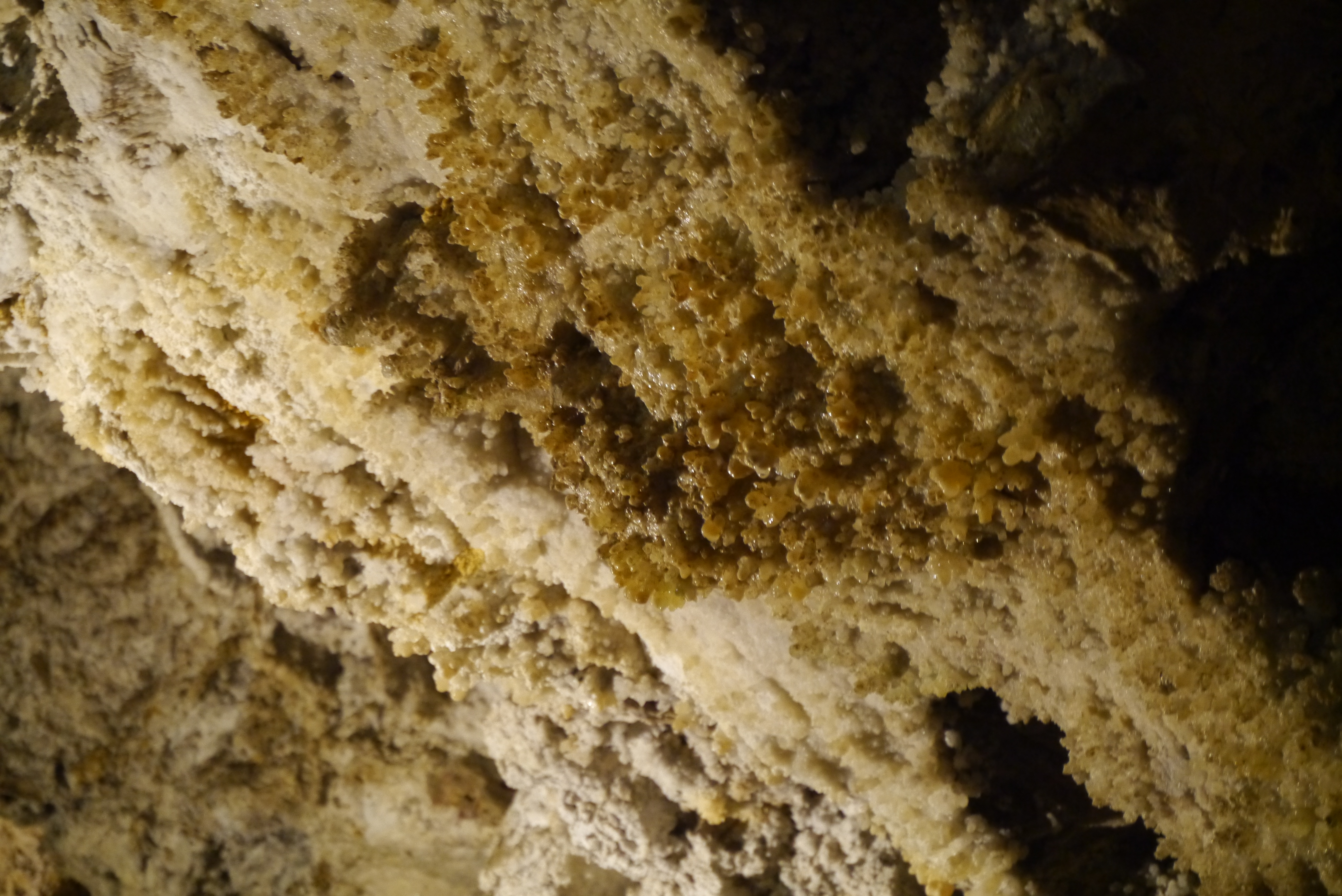
Képződmények a Sátorkőpusztai-barlangban

A Kárpát József által 1991-ben írt kéziratban meg van említve, hogy a fokozottan védett Sátorkő-pusztai-barlang (Esztergom) 330 m hosszú és 46 m mély. A barlang kutatás alatt áll. A Pilis hegység ötödik leghosszabb és hatodik legmélyebb barlangja. 1997. május 29-én Kraus Sándor rajzolt helyszínrajzot, amelyen a Kis-Strázsa-hegy, Középső-Strázsa-hegy és Nagy-Strázsa-hegy barlangjainak földrajzi elhelyezkedése van ábrázolva. A rajzon látható a Sátor-kő-p. névvel jelölt barlang földrajzi elhelyezkedése. Kraus Sándor 1997. évi beszámolójában az olvasható, hogy 1997 előtt is ismert volt a fokozottan védett Sátor-kő-pusztai-barlang, amelynek 1997 előtt volt már térképe. Jelentős és veszélyeztetett barlang, amely további kutatást igényel. A jelentésbe bekerült az 1997-es helyszínrajz.
1998. május 14-től a környezetvédelmi és területfejlesztési miniszter 13/1998. (V. 6.) KTM rendelete szerint a Duna–Ipoly Nemzeti Park Igazgatóság illetékességi területén, a Pilis hegységben található Sátorkőpusztai-barlang látogatók számára nem megnyitott szakaszai az igazgatóság engedélyével látogathatók. A 2000. évi Karsztfejlődésben meg van említve, hogy a Strázsa-hegy kőfejtőjében (a Sátorkőpusztai-barlang mellett) eocén kitöltésben található törmelékréteg formájában vörös kalcit. Említést érdemelnek a hegység barlangjainak ásványkiválásai is. A Sátorkőpusztai-barlang gipszkiválásai voltak a legismertebbek, melyek ma már csak romjaikban láthatók. A tanulmányban van egy ábra, amelyen látható a Pilis hegységben található néhány barlang és édesvízi mészkő előfordulás földrajzi elhelyezkedése. Az ábrán megfigyelhető, hogy a Sátorkőpusztai-barlang (a rajzon Sátorkőpsz. a neve) mekkora függőleges kiterjedésű és mekkora tszf. magasságban helyezkedik el.

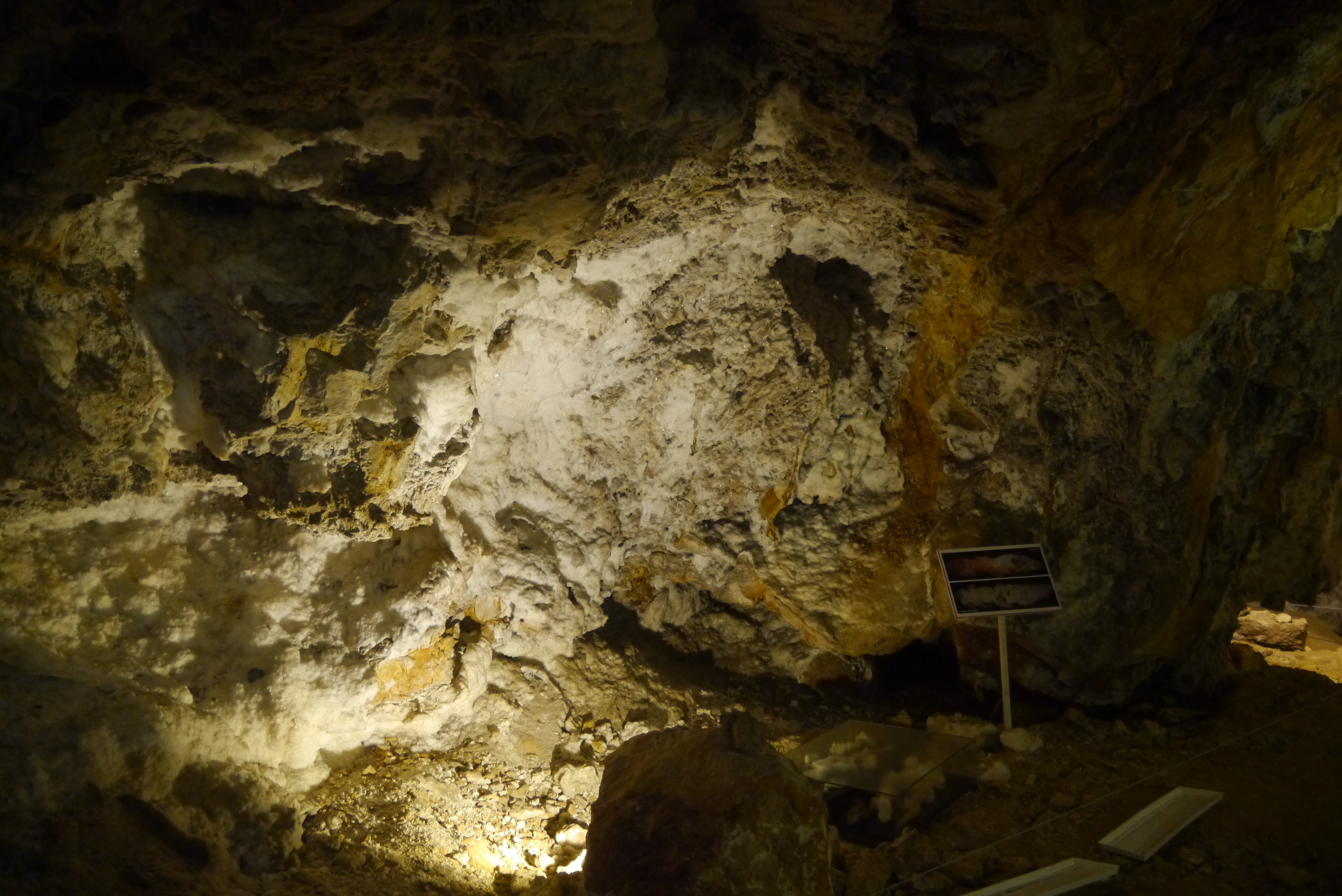
A Sátorkőpusztai-barlang egyik termének részlete

2001. május 17-től a környezetvédelmi miniszter 13/2001. (V. 9.) KöM rendeletének értelmében a Pilis hegység területén lévő Sátorkő-pusztai-barlang fokozottan védett barlang. Egyidejűleg a fokozottan védett barlangok körének megállapításáról szóló 1/1982. (III. 15.) OKTH rendelkezés hatályát veszti. Sásdi László 2002-ben készült kéziratában azok az információk szerepelnek, mint a 2000. évi Karsztfejlődésben lévő tanulmányban, de a kéziratban szó van arról is, hogy kőbányászattal történt barlangfeltárás (Strázsa-hegy) kevés volt a hegységben. A kéziratba bekerült egy Sásdi László által készített színes fénykép is, amelyen a barlangban lévő idős kalcit, fiatal gipsz kiválás figyelhető meg. A 2003-ban kiadott, Magyarország fokozottan védett barlangjai című könyvben lévő, Egri Csaba és Nyerges Attila által készített hosszúsági lista szerint a Pilis hegységben lévő és 4851-1 barlangkataszteri számú Sátorkőpusztai-barlang Magyarország 75. leghosszabb barlangja 2002-ben. A 2002-ben 324 m hosszú barlang 1977-ben és 1987-ben 350 m hosszú volt.
A 2005-ben megjelent, Magyar hegyisport és turista enciklopédia című kiadványban önálló szócikke van a barlangnak. A szócikk szerint a Sátorkőpusztai-barlang Dorog és Esztergom között, a Nagy-Strázsa-hegyben helyezkedik el. 273 m tszf. magasságban van a bejárata. 1944-ben dorogi bányász fiatalok (Várhidi Rezső, Károly és társaik) találták meg azt a sziklafalban lévő és robbantások miatt megnyílt repedést, melyen keresztül a későbbiekben lehetővé vált a barlang felfedezése. Venkovits István (a Magyar Állami Földtani Intézet munkatársa) és Jakucs László egyetemi hallgató tartotta 1946-ban a barlangban az első hivatalos terepszemlét. A kialakulását vizsgáló kutatók a közelmúltban (2004–2005) végzett tudományos elemzések adatait alapul véve a korábbiaktól eltérő álláspontra jutottak: a barlang 195–225 millió éves triász dachsteini mészkőben jött létre. Később, a tektonikus mozgások miatt repedések, nyitott törésvonalak alakultak ki. Ebben a mindent átszövő hálóztaban kezdte meg a résrendszerben áramló karsztvíz barlangkialakító munkáját. A geológusok jelentősnek feltételezik az emelkedő-csökkenő karsztvíz szerepét, és nem utolsósorban a párakondenzációs hatásokat.

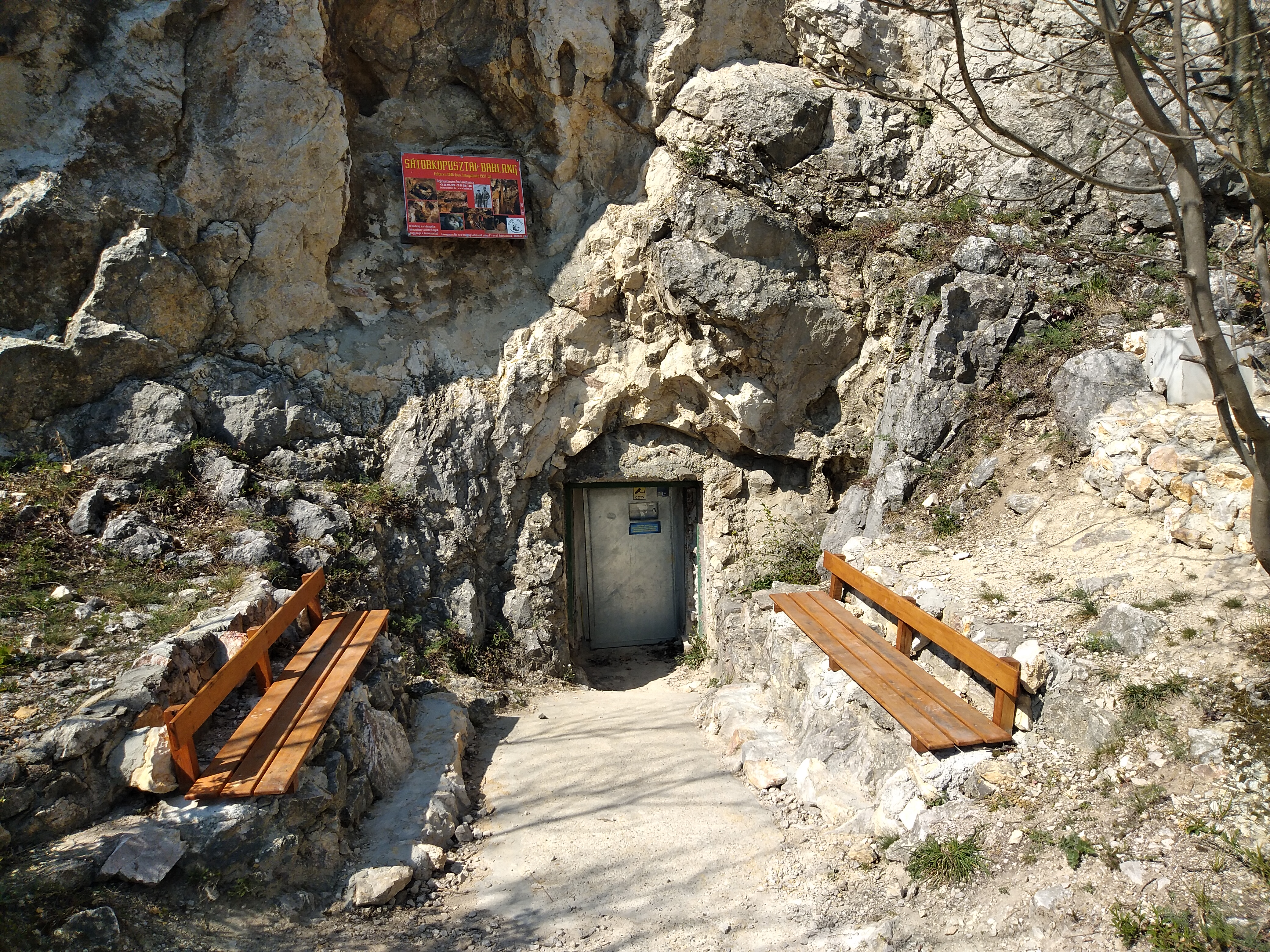
A Sátorkőpusztai-barlang bejárata

A barlang legjellegzetesebb kitöltése a gipsz, illetve CaSO4, különféle barit-, kalcit- és aragonitképződmények (CaCO3). Az oldásformák közül a legtetszetősebb képződmények közé tartoznak a szabályos kőbuborékok, a gömbfülkék. Ez utóbbiak kialakulását a vízgőz kondenzációs oldásának tulajdonítják újabban. Mindenképpen tudományos szenzációnak számít, hogy az ásványtani vizsgálatok két korábbi cseppkövesedési időszakot is feltártak a barlang életében, ami arra utal, hogy létrejötte rendkívül összetett, többfázisú folyamat eredménye. Kora minden bizonnyal 1–1,5 millió év. A barlang 1993-tól a turisták kedvelt célpontja, melyet a Benedek Endre Barlangkutató és Természetvédelmi Egyesület (BEBTE) üzemeltet.
Benedek Endre szócikkében meg van említve, hogy Benedek Endre egész életét a Sátorkőpusztai-barlang és a környező barlangok feltárására, megóvására és népszerűsítésére áldozta. A Benedek Endre Barlangkutató és Természetvédelmi Egyesület (BEBTE) 1989-ben, főleg a Sátorkőpusztai-barlang megóvása miatt alakult. Az egyesület az 1993-tól turisztikai-idegenforgalmi objektumként működtetett barlang gondozója. Jakucs László szócikkében meg van említve, hogy a Jakucs László által végzett egyik legjelentősebb feltárás a Sátorkő-pusztai-barlang (1946, Venkovits Istvánnal). A Strázsa-hegyi-barlang szócikkében meg van említve, hogy a Strázsa-hegyi-barlang a Sátorkőpusztai-barlang szomszédságában nyílik.

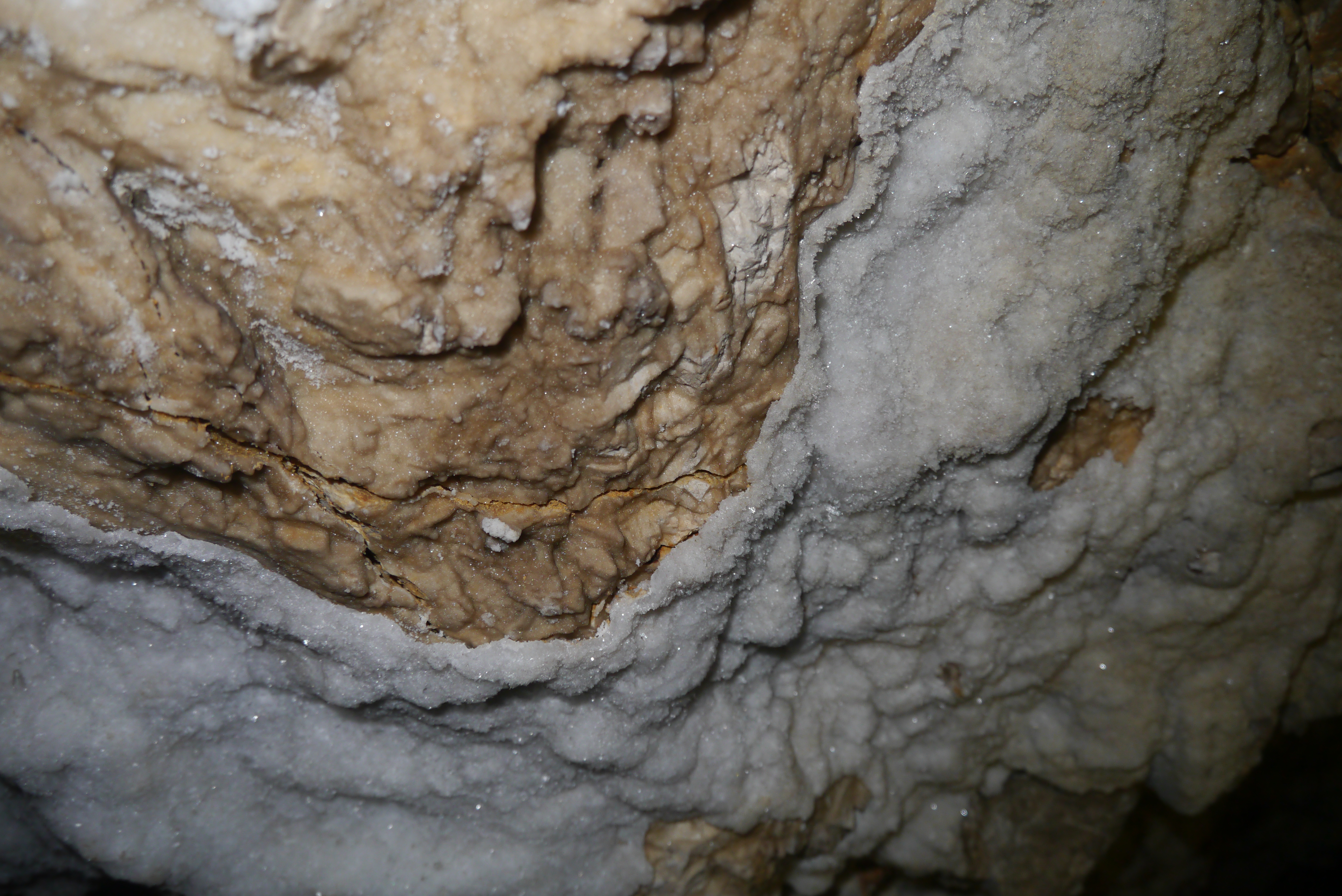
Részlet a Sátorkőpusztai-barlangból

2005. szeptember 1-től a környezetvédelmi és vízügyi miniszter 22/2005. (VIII. 31.) KvVM rendelete szerint a Duna–Ipoly Nemzeti Park Igazgatóság működési területén, a Pilis hegységben található Sátorkőpusztai-barlang látogatók számára nem megnyitott szakaszai a felügyelőség engedélyével látogathatók. 2005. szeptember 1-től a környezetvédelmi és vízügyi miniszter 23/2005. (VIII. 31.) KvVM rendelete szerint a Pilis hegységben lévő Sátorkő-pusztai-barlang fokozottan védett barlang. 2007. március 8-tól a környezetvédelmi és vízügyi miniszter 3/2007. (I. 22.) KvVM rendelete szerint a Duna–Ipoly Nemzeti Park Igazgatóság működési területén lévő Pilis hegységben elhelyezkedő Sátorkőpusztai-barlang látogatók számára nem megnyitott szakaszai az igazgatóság engedélyével tekinthetők meg. A Magyar Karszt- és Barlangkutató Társulat 2012. évi barlangnapján az egyik, barlangtúrázásra ajánlott barlang volt a Sátorkőpusztai-barlang, amelyben csak elektromos lámpával lehetett közlekedni.
2013. július 19-től a vidékfejlesztési miniszter 58/2013. (VII. 11.) VM rendelete szerint a Sátorkőpusztai-barlang (Pilis hegység, Duna–Ipoly Nemzeti Park Igazgatóság működési területe) idegenforgalom számára nem megnyitott szakaszai az igazgatóság hozzájárulásával látogathatók. A 2012–2014. évi Karszt és Barlangban közölve lett, hogy a turistáknak kiépített Sátorkőpusztai-barlangot 2012-ben kb. 460 fő, 2013-ban 462 fő, 2014-ben 490 fő látogatta meg overállos barlangtúrán. 2015. november 3-tól a földművelésügyi miniszter 66/2015. (X. 26.) FM rendelete szerint a Sátorkő-pusztai-barlang (Pilis hegység) fokozottan védett barlang. 2021. május 10-től az agrárminiszter 17/2021. (IV. 9.) AM rendelete szerint a Sátorkőpusztai-barlang (Pilis hegység, Duna–Ipoly Nemzeti Park Igazgatóság működési területe) idegenforgalom számára nem megnyitott szakaszai az igazgatóság engedélyével látogathatók. A 13/1998. (V. 6.) KTM rendelet egyidejűleg hatályát veszti.

## Látogatási statisztika
A Sátorkőpusztai-barlang látogatóinak száma évenként:
| év              | 1994     | 1995 | 1996 | 1997 | 1998 | 1999 | 2000 | 2001 | 2002 | 2003 | 2004 | 2005 | 2006 | 2007 | 2008 | 2009 | 2010 | 2011 | 2012    | 2013 | 2014 | 2015 | 2016 | 2017 | 2018 |
| látogatók száma | kb. 1000 | 372  | 653  | 647  | 727  | 527  | –    | –    | –    | –    | 1250 | 807  | 1015 | 730  | 510  | 472  | 332  | 0    | kb. 460 | 462  | 490  | 213  | 190  | 244  | 688  |

## További irodalom
- Lieber Tamás szerk.: A Sátorkőpusztai-barlang. 1946–2006. Dorog, 2010. 181 old.